# Psychodidae
Famille
Les Psychodidae (parfois appelés mouches d'égout, moucherons d'égout ou mouches de drain) sont une famille de diptères nématocères qui ressemblent à de minuscules papillons de nuit. Ce sont de petites mouches (1 à 5 mm) au corps et aux ailes couverts de soies, de couleur uniforme allant de la teinte ivoire au gris plus ou moins foncé. Certains se rencontrent dans les habitations, principalement Clogmia albipunctata.
La sous-famille des Phlebotominae (qui contient notamment les genres Phlebotomus et Lutzomyia) est d'un grand intérêt médical car ces insectes peuvent être vecteurs de leishmanioses et de bartonelloses touchant plusieurs espèces de mammifères, y compris les humains.

## Morphologie
Le corps et les ailes sont velus. 

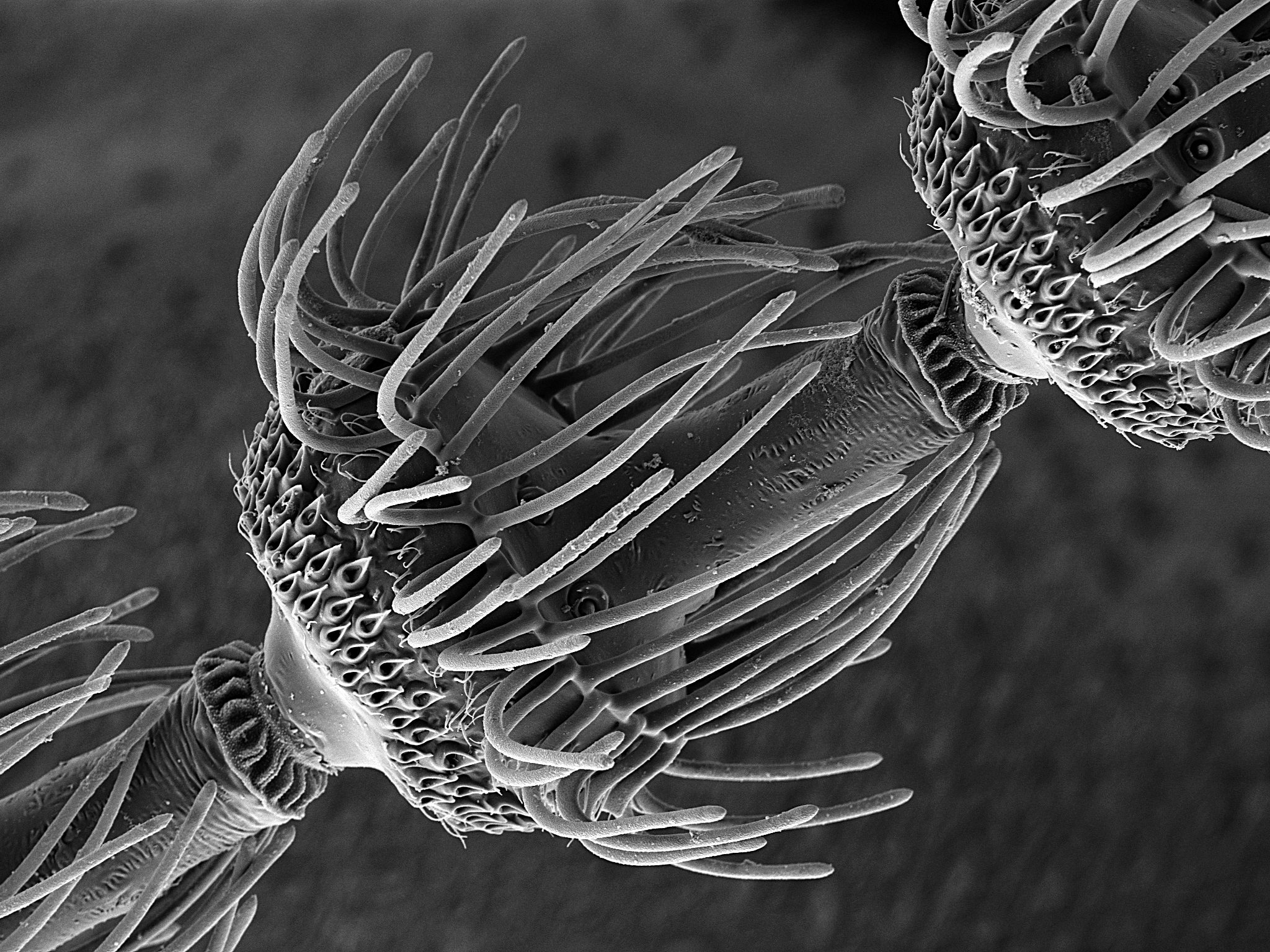
Détail d'un segment d'antenne et de ses ascoïdes (donnant l'impression que les antennes sont velues) chez un moucheron de la famille des Psychodidae (microscope électronique)

Les pièces buccales ne sont pas adaptées pour piquer (sauf chez les Phlebotominae) : les mandibules sont absentes ou rudimentaires. Les yeux sont généralement réniformes. Les palpes sont formés de quatre, ou plus rarement de trois articles visibles. 
Les antennes, le plus souvent moniliformes, comprennent un nombre de segments très variable (selon les sous-familles et les genres). Elles présentent de plus des filaments sensibles caractéristiques, les ascoïdes. Les pattes sont courtes. 
Chez l’insecte au repos, les ailes peuvent être couchées horizontalement sur le dos, ou bien inclinées sur l’abdomen, comme disposées en forme de toit.
Il existe souvent un dimorphisme sexuel visible et l’appareil génital des femelles ou des mâles peut être utilisé pour la détermination des espèces.

## Biologie
Les larves de Psychodidae vivent notamment dans les eaux peu profondes et les eaux usées riches en matières organiques, d'où leur présence pour certains d'entre eux dans les drains des salles de bains et des toilettes, où l'on rencontre leur stade adulte au repos sur les murs. Les Psychodidae se reproduisent pendant les saisons les plus chaudes de l’année. Les femelles vont s’accoupler avec les mâles puis vont pondre jusqu’à 200 œufs pendant la totalité de leur espérance de vie. 

## Comment s’en débarrasser?
Les moucherons se multiplient si rapidement qu’il est difficile de les éliminer, ils peuvent occasionner une gêne persistante. Le moyen le plus simple d’essayer de tuer les mouches est de verser de l’eau bouillante dans les égouts pour tuer les larves sur le point d’éclore.

## Taxonomie
Cette famille comporte 6 sous-familles qui contiennent plus de 2 600 espèces décrites.
- Sous-famille Horaiellinae
  - Genre Horaiella Tonnoir, 1933

- Sous-famille Bruchomyiinae
  - Genre Nemapalpus Macquart , 1838 (cosmopolite)
  - Genre Bruchomyia Alexander 1920 (9 espèces (en 2000) décrites en Amérique du Sud uniquement)
  - Genre Eutonnoiria Alexander (1940) (1 seule espèce décrite en Afrique Centrale)

- Sous-famille Phlebotominae Rondani, 1840

Phlebotomus (Anaphlebotomus) vaomalalae, une espèce de Phlebotominae

- - Tribu : Hertigiini Abonnenc & Léger, 1976
    - Genre Chinius Leng, 1985 (2 espèces (Chine, Thaïlande).
    - Genre Warileya Hertig, 1948

  - Tribu : Phlebotomini Rondani, 1840
    - Genre Brumptomyia França & Parrot, 1921
    - Genre Edentomyia Galati, Andrade-Filho, da Silva & Falcão, 2003
    - Genre Lutzomyia França, 1924 (genre d'importance médicale, Nouveau Monde)
    - Genre Phlebotomus Rondani & Berté, 1840 (genre d'importance médicale)
    - Genre Sergentomyia França & Parrot, 1920

- Sous-famille Psychodinae
  - Tribu : Maruinini Enderlein, 1937
    - Genre Alloeodidicrum Duckhouse, 1990 (Australie)
    - Genre Didicrum Enderlein, 1937
    - Genre Eremolobulosa Duckhouse, 1990 (Australie)
    - Genre Maruina Müller, 1895 (Nouveau Monde)
    - Genre Paratelmatoscopus Satchell, 1953 (Australie)
    - Genre Rotundopteryx Duckhouse, 1990 (Australie)

  - Tribu Setomimini Vaillant, 1982
    - Genre Arisemus Satchell, 1955
    - Genre Australopericoma Vaillant, 1975
    - Genre Balbagathis Quate, 1996
    - Genre Lobulosa Szabo, 1960
    - Genre Neoarisemus Botosaneanu & Vaillant, 1970
    - Genre Parasetomima Duckhouse, 1968
    - Genre Setomima Enderlein, 1937
    - Genre Tonnoiriella Vaillant, 1982

  - Tribu : Mormiini Enderlein, 1937
    - Genre Atrichbrunettia Satchell, 1953
    - Genre Brunettia Annandale, 1910
    - Genre Gerobrunettia Quate & Quate, 1967
    - Genre Mormia Enderlein, 1935

  - Tribu : Paramormiini Enderlein, 1937
    - Genre Clogmia Enderlein, 1937
    - Genre Eurygarka Quate, 1959
    - Genre Feuerborniella Vaillant, 1974
    - Genre Panimerus Eaton, 1913
    - Genre Paramormia Enderlein, 1935
    - Genre Peripsychoda Enderlein, 1935
    - Genre Philosepedon Eaton, 1904 (cosmopolite, 88 espèces décrites dont 25 dans la zone néotropicale (Amérique Centrale)
    - Genre Telmatoscopus Eaton, 1904
    - Genre Threticus Eaton, 1904
    - Genre Trichopsychoda Tonnoir, 1922
    - Genre Vaillantodes Wagner, 2002 ( = Vaillantia Wagner, 1988, PREOCCUPIED)

  - Tribu : Pericomini Enderlein, 1935
    - Genre Bazarella Vaillant, 1961
    - Genre Berdeniella Vaillant, 1976
    - Genre Boreoclytocerus Duckhouse, 1978
    - Genre Breviscapus Quate, 1955
    - Genre Clytocerus Haliday in Walker, 1856
    - Genre Lepidiella Enderlein, 1937
    - Genre Notiocharis Eaton, 1913 (Australie)
    - Genre Pericoma Haliday, in Walker, 1856
    - Genre Pneumia Enderlein, 1935 (= Satchelliella Vaillant, 1979)
    - Genre Saraiella Vaillant, 1981
    - Genre Stupkaiella Vaillant, 1973
    - Genre Szaboiella Vaillant, 1979
    - Genre Thornburghiella Vaillant, 1982
    - Genre Ulomyia Haliday, in Curtis, 1839

  - Tribu : Psychodini Quate, 1959
    - Genre Epacretron Quate, 1965
    - Genre Psychoda Latreille, 1796
    - Genre Tinearia Schellenberg, 1803

- Sous-famille Sycoracinae Jung, 1954
  - Genre Sycorax Haliday, in Curtis, 1839

- Sous-famille Trichomyiinae Tonnoir, 1922
  - Genre Trichomyia Haliday, in Curtis, 1839